# Joaquín Vargas (militar)
General Joaquín Vargas fue un militar mexicano con idealismo villista que participó en la Revolución mexicana.

## Biografía
Nació en Canatlán, Durango. Se incorporó al movimiento revolucionario como parte del Regimiento "Victoria", de las fuerzas de su estado natal. En septiembre de 1913 participó en la Batalla de Avilés, donde el general Villa derrotó a los federales del general Felipe Alvírez. En esa batalla tuvo, junto con Pedro Ortega, una participación destacada al taladrar los muros donde se encontraba el Estado Mayor de Alvírez, aniquilando de esta manera a sus jefes y oficiales. Asimismo, participó en el sitio y toma de Torreón, que culminó el primero de octubre de 1913. Por su actuación, Vargas y Ortega fueron incorporados a la escolta de "Dorados" de Francisco Villa. En 1914 ocupó el puesto de oficial de guarda del cuartel general en Chihuahua. Murió en Santa Isabel, Chihuahua, en combate contra las fuerzas de Homobono Reyes, en abril de 1917. 